# Góc ở đỉnh

Tam giác với các góc ở đỉnh a, b và c.

Trong hình học, một góc ở đỉnh (tiếng Anh: vertex angle) là góc được liên kết với một đỉnh của một đa giác. Thường thì một góc ở đỉnh của một đa giác được gọi đơn giản là một góc của đa giác.
Một góc đỉnh trong một đa giác thường được đo ở phía bên trong của đỉnh.
Ngoài góc ở đỉnh tam giác, chúng ta còn có: 
- Góc ở đỉnh bên trong đường tròn
- Góc ở đỉnh bên ngoài đường tròn
- Góc ở đỉnh hình nón, khối nón...